# 1445 az irodalomban
Az 1445. év az irodalomban.

## Események
- Elkészül Juan Alfonso de Baena spanyol költő Cancionero-ja, a korabeli spanyol költők verseiből összeállított daloskönyv; nyomtatásban csak 1851-ben jelent meg.

## Születések
- október 3. – Al-Szujúti középkori egyiptomi arab történetíró, teológus, nyelvtudós († 1505)

## Halálozások
- augusztus 2. – Oswald von Wolkenstein diplomata, zeneszerző, költő,  minnesänger (* 1376 vagy 1377)